# ダナブルー
ダナブルー (Danablu) は、デンマーク産のブルーチーズ。非加熱非圧縮。起源は1910年代で、アメリカを主要な輸出のターゲットとし、製法はロックフォールを模倣することにより生産が開始された。名前はダニッシュ・ブルー (Danish Blue) を略したもの。
1975年 - 1976年のデンマークにおけるチーズ生産量全体のうち 7％を占めた。
EUの保護地理的表示 (IGP) 認証を受けている。
特有の辛みを帯び、また塩辛い。デンマーク産ブルーチーズには、味がダナブルーよりマイルドなブルー・キャステロというものもあり、比較対象とされる。